# John Heymans
John Heymans (9 gennaio 1998) è un mezzofondista belga.

## Palmarès
| Anno | Manifestazione   | Sede      | Evento         | Risultato | Prestazione | Note |
| ---- | ---------------- | --------- | -------------- | --------- | ----------- | ---- |
| 2017 | Europei di cross | Šamorín   | Corsa U20      | 24º       | 25'30"      |      |
| 2017 | Europei di cross | Šamorín   | A squadre      | 4º        | 51 p.       |      |
| 2019 | Europei di cross | Lisbona   | Corsa U23      | 24º       | 25'30"      |      |
| 2019 | Europei di cross | Lisbona   | A squadre      |           |             |      |
| 2021 | Europei indoor   | Toruń     | 3000 m piani   | dq        | dq          |      |
| 2022 | Europei di cross | Torino    | Corsa seniores | 14º       | 30'21"      |      |
| 2022 | Europei di cross | Torino    | A squadre      |           |             |      |
| 2023 | Europei indoor   | Istanbul  | 3000 m piani   | 7º        | 7'57"87     |      |
| 2023 | Mondiali         | Budapest  | 5000 m piani   | Batteria  | 13'39"67    |      |
| 2023 | Europei di cross | Bruxelles | Corsa seniores | 6º        | 30'34"      |      |
| 2023 | Europei di cross | Bruxelles | A squadre      | Oro       | 20 p.       |      |
| 2024 | Mondiali indoor  | Glasgow   | 3000 m piani   | 8º        | 7'48"18     |      |
| 2024 | Europei          | Roma      | 5000 m piani   | 10º       | 13'25"99    |      |
| 2024 | Giochi olimpici  | Parigi    | 5000 m piani   | 11º       | 13'19"25    |      |
| 2024 | Europei di cross | Antalya   | Corsa seniores | 15º       | 22'51"      |      |
| 2024 | Europei di cross | Antalya   | A squadre      | Argento   | 37 p.       |      |
| 2025 | Europei indoor   | Apeldoorn | 3000 m piani   | Batteria  | 7'59"36     |      |

## Campionati nazionali
2020
- 6º ai campionati belgi, 1500 m piani - 3'51"51

2021
- Oro ai campionati belgi indoor, 3000 m piani - 7'51"31

2023
- Argento ai campionati belgi, 5000 m piani - 13'27"06
- Argento ai campionati belgi di corsa campestre - 28'35"

## Altre competizioni internazionali
2024
- 5º al John Thomas Terrier Classic ( Boston), 5000 m piani indoor - 13'03"46